# Zasavska ljudska univerza
Zasavska ljudska univerza je ljudska univerza s sedežem na Trgu svobode 11a (Trbovlje) in na Grajski 2 (Zagorje ob Savi).